# Monte Davidson (Nevada)
El monte Davidson es tanto la montaña más prominente como la más alta del Condado de Storey (Nevada) y de la cordillera Virginia. Constituye el telón de fondo del auge minero de Virginia City, basado en el hallazgo de las minas de plata de la veta Comstock en el siglo XIX. Es la decimoséptima 
cima por su altura en el estado de Nevada.

## Imágenes
|  |  |

|  |  |

## Eponimia
- Debe su nombre al geólogo Donald Davidson.[3]

## En la cultura popular
- Mark Twain mencionó una bandera en el Monte Davidson en su libro semiautobiográfico Pasando fatigas.[4]

En 2003 el asta de la bandera todavía seguía en pie.